# Póki jesteś
Póki jesteś – pierwszy singel z debiutanckiego albumu Macieja Silskiego Alodium.